# Institut der Schulschwestern zu Graz

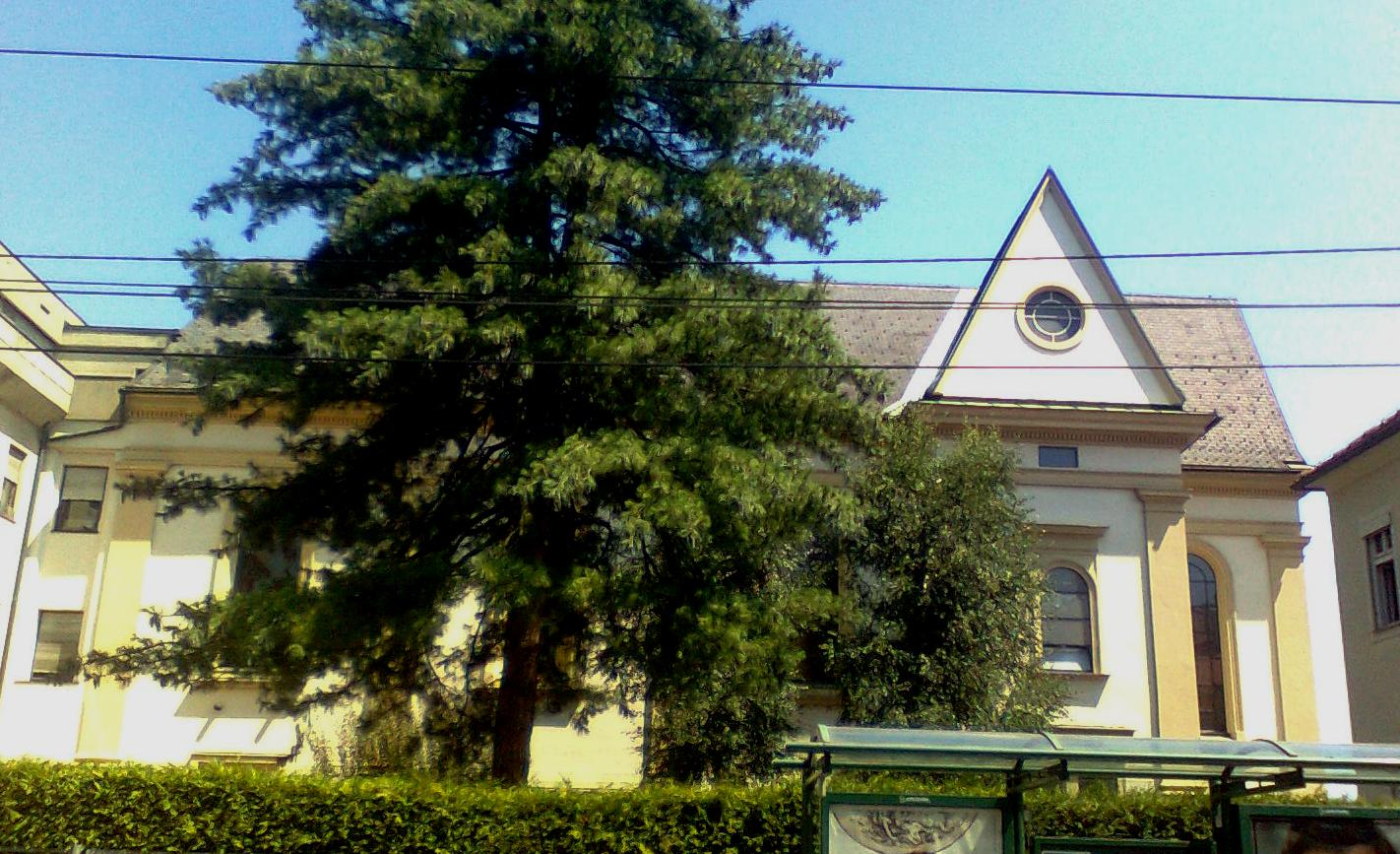
Schulschwesternkirche

Das Institut der Schulschwestern zu Graz (auch: Grazer Schulschwestern, offizieller Name: Kongregation der Franziskanerinnen von der Unbefleckten Empfängnis, Ordenskürzel FIC) ist eine katholische Ordensgemeinschaft und gehört zur Ordensfamilie der Franziskanerinnen.

## Ordensleben der Grazer Schulschwestern
Die Ordensgemeinschaft entstand 1843 unter dem Namen Schulschwestern vom dritten Orden des Heiligen Franziskus zu Graz. Gründerin war Antonia Lampel (Mutter Franziska). Unterstützt wurde sie vom Bischof von Seckau Roman Sebastian Zängerle. Am 1. Dezember 1929 wurde die Gemeinschaft in eine Kongregation päpstlichen Rechtes umgewandelt und am 4. Juli 1954 in Kongregation der Franziskanerinnen von der Unbefleckten Empfängnis umbenannt.
Durch Kinder- und Jugenderziehung (Kindergärten, Schulen und Tagesheime), pastoraler und anderer Dienste in den Pfarreien erstrebt die Kongregation die Verwirklichung des Leitsatzes ihrer Gründerin: „Mitten unter den Menschen leben im Streben nach ständiger Gottesverbundenheit.“ Die Gemeinschaft lebt nach der Regel des Regulierten Dritten Ordens des Franz von Assisi.
Die Kongregation ist in Provinzen und Vikariate gegliedert.

## Mutterhaus Graz-Eggenberg

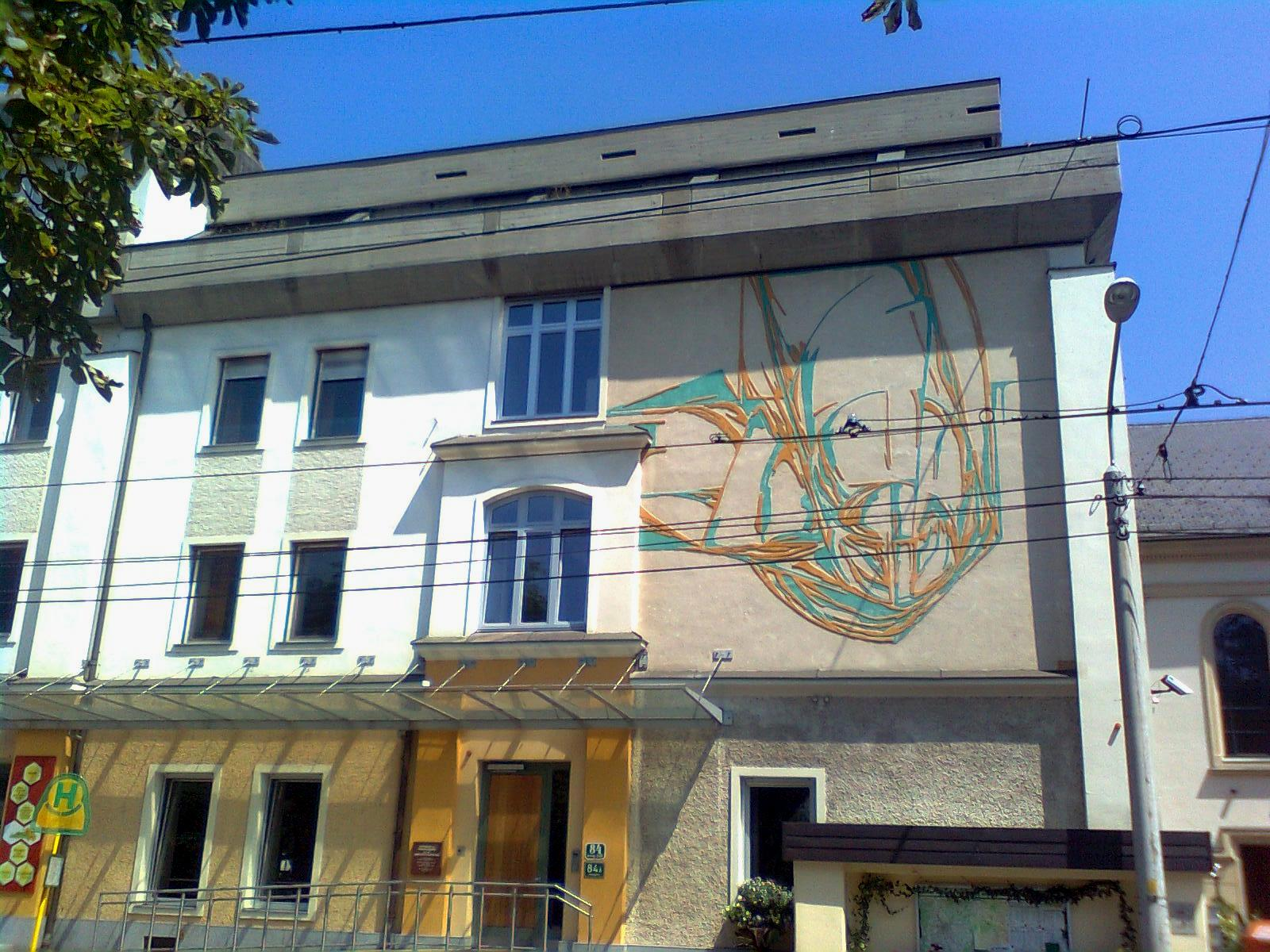
Schulgebäude

Die Niederlassung im 14. Grazer Bezirk Eggenberg ist das Mutterhaus der Gemeinschaft und Sitz des Generalats.
Der Klosterkomplex wurde 1846 errichtet und 1960 nach den Plänen des Architekten Karl Lebwohls erweitert. In den Räumlichkeiten des Konvents befinden sich Schultypen unterschiedlicher Art. Besonders sticht der Speisesaal im Innenhof, der von Günther Domenig entworfen wurde, mit seiner organischen Dachkonstruktion ins Auge.
Zum Komplex gehört die Kirche zur Unbefleckten Empfängnis (Schulschwesternkirche), erbaut 1896/97.
Im Kloster findet sich auch die Franziskuskapelle, die dem heiligen Franziskus geweiht ist und 1958 und 1959 nach den Plänen Wilhelm Jonsers erbaut wurde.
Hier befinden sich:
- Volksschule
- Neue Mittelschule
- Oberstufen-Realgymnasium
- Höhere Lehranstalt für wirtschaftliche Berufe, Pädagogischer Panther 2002[4]
- Höhere Lehranstalt für Landwirtschaft und Ernährung, Schulschwerpunkt Ernährungsökologie

sowie ein Tagesheim.
Das ganze Ensemble ist als Kloster, Kirche, Schule und Kleindenkmäler der Grazer Schulschwestern (Georgigasse 84, 84a) in die österreichische Denkmalschutzliste eingetragen.

## Provinzhaus Graz-Innere Stadt
Das Provinzhaus am Kaiser-Franz-Josef-Kai im 1. Grazer Bezirk Innere Stadt ist Sitz der Provinzleitung der Provinz Österreich.
Hier befinden sich:
- Kindergarten Sr. Klara Fietz[5]
- Volksschule Sr. Klara Fietz[6][7]
- Klostergebäude (Ehemaliges Ursulinenkloster)
- Klosterkirche (Dreifaltigkeitskirche)

## Gliederung des Ordens und Niederlassungen
| 1923 gegründet, eigenes Provinzialat 1929 - Mutterhaus Graz, Eggenberg (Georgigasse) - Provinzhaus Graz, Innere Stadt (Kaiser-Franz-Josef-Kai) - Niederlassung in Markt Hartmannsdorf mit einem Kindergarten - Niederlassung in Seggau (am Bildungshaus) Niederlassung 1946, Provinz 1965 - Provinzialat Cetinje Von dort Pastoral in Deutschland, Schweiz, Italien und USA. Niederlassung 1922, Provinz 1929 - Provinzialat Araraquara SP Arbeit in den Staaten São Paulo, Minas Gerais, Santa Catarina und Goiás. | Erste Ansiedlungen 1939, Vikariat 2014 - Regionalat Middelburg (Mpumalanga), (Bistum Lydenburg-Witbank) Niederlassung 1884, Vikariat 2014 - Provinzialat Slovenska Bistrica Von dort erfolgten pastorale Missionen nach China (1952 vertrieben), Montenegro, Frankreich, Australien, Schweiz – zur Betreuung slowenischer Emigranten. Erste Ansiedlungen 1937, Vikariat 2014 - Provinzialat Morestel Von dort 1974 Mission an die Elfenbeinküste (Côte d'Ivoire). Niederlassung 1974, Vikariat 2014 - Provinzialat Fresco |